# Jussi Pinomäki
Jussi Pinomäki (ur. 23 października 1977 w Turku) – fiński kierowca wyścigowy i rallycrossowy.

## Biografia
W 2000 roku startował w Formule Ford Zetec, wygrywając edycje: nordycką i fińską. W sezonie 2001 zajął Dallarą F394 trzecie miejsce w klasyfikacji Fińskiej Formuły 3. Rok później rywalizował nowszą Dallarą F398. Zdobył podia we wszystkich wyścigach sezonu i zwyciężył w jednym wyścigu, dzięki czemu został mistrzem Fińskiej Formuły 3. W 2009 roku wystartował w mistrzostwach Europy w rallycrossie, zajmując Citroënem C4 dziewiąte miejsce w dywizji 1. Rok później ścigał się Renault Clio i został sklasyfikowany na trzynastym miejscu w dywizji 1A.